# Кендхурд
Кендхурд або Ахорті (азерб. Kəndxurd, вірм. Հաղորտի) — село у Ходжавендському районі Азербайджану. Село розташоване за 16 км на захід від міста Ходжавенд (Мартуні), за 2 км на південний захід від села Варанда (через яке проходить траса Ханкенді (Степанакерт) — Ходжавенд), за 2 км на південний захід від села Мушкапат, за 3 км на північ від села Колхозашен та за 5 км на північний схід від села Гавахан.

## Пам'ятки
- В селі розташований цвинтар 17-19 століття, церква Сурб Аствацацін 19 століття та джерело 19 століття.